# Pagué
Pagué är ett distrikt i São Tomé och Príncipe som motsvarar ön Príncipe. Dess huvudort är Santo António. Distriktet har en yta på 142 km2, och det hade 7 344 invånare år 2012.